# 查斯·威廉斯
查斯·威廉斯（Chase Williamson，1988年7月7日—）是美國的一位演員和電影製作人。他最著名的作品是在最後約翰死了中飾演David Wong角色。他出生在佛羅里達州科勒爾斯普林斯。